# Begonia gigabracteata
Begonia gigabracteata là một loài thực vật có hoa trong họ Thu hải đường. Loài này được Hong Z.Li & H.Ma mô tả khoa học đầu tiên năm 2008.